# Spika (revija)
Spika je slovenska poljudnoznastvena astronomska revija, ki izhaja od leta 1993. Leta 2001 je začasno prenehala izhajati zaradi ukinitve podpore s strani Ministrstva za šolstvo znanost in šport. Izhaja mesečno, že od začetka pa jo ureja njen ustanovitelj Bojan Kambič. Imenuje se po najsvetlejši zvezdi v ozvedju Device, Spiki (α Vir).
Revija objavlja tudi kratke znanstvenofantastične zgodbe.